# Синеполосая гаррупа
Синеполосая гаррупа, или полосатая гаррупа, или шоколадная гаррупа (лат. Cephalopholis boenak), — вид лучепёрых рыб из семейства каменных окуней (Serranidae). Распространены в Индо-Тихоокеанской области. Максимальная длина тела 30 см.

## Описание
Тело удлинённое, массивное, несколько сжато с боков; по бокам покрыто ктеноидной чешуёй. Высота тела меньше длины головы, укладывается 2,6—3,0 раза в стандартную длину тела (у особей длиной от 10 до 19 см). Длина головы укладывается 2,3—2,7 раза в стандартную длину тела. Межглазничное расстояние плоское. Предкрышка закруглённая, с зазубренными краями, угловая зазубрина не увеличенная, нижний край мясистый. Верхняя челюсть без чешуи, её окончание доходит до вертикали, проходящей через задний край глаза. На верхней части первой жаберной дуге 7—9, а на нижней — 14—17 жаберных тычинок. В спинном плавнике 9 жёстких и 15—17 мягких лучей; мембраны между жёсткими лучами усечены. В анальном плавнике 3 жёстких и 8 мягких лучей. В грудных плавниках 16—17 мягких лучей. Брюшные плавники короче грудных, их окончания доходят или немного заходят за анальное отверстие. Хвостовой плавник закруглённый. В боковой линии 46—51 чешуй. Вдоль боковой линии 86—100 рядов чешуи, чешуи по бокам тела без дополнительных чешуек.
Тело и голова от коричневатого до зеленовато-серого цвета, обычно с 7—8 поперечными тёмными полосами по бокам. По краям спинного, анального и верхней и нижней лопастям хвостового плавников проходит широкая тёмная полоса с узкой белой окантовкой. На верхнем крае жаберной крышки расположено черноватое пятно. У некоторых особей от глаза отходят радиальные тёмно-коричневые полосы. У молоди задняя часть тела желтоватая; от рыла до начала спинного плавника проходит белая полоса.
Максимальная длина тела 30 см.

## Биология
Морские бентопелагические рыбы. Обитают в прибрежных водах на коралловых рифах или над илистыми грунтами мертвых рифов на глубине от 0 до 30 м. Ведут скрытный образ жизни. Питаются рыбами и ракообразными. Продолжительность жизни —до 11 лет.
Шоколадная гаррупа является протогиническим гермафродитом. В начале жизненного цикла большинство особей представлено самками, затем часть взрослых рыб меняет пол и становится самцами. Изменение пола происходит при длине тела самок от 10 до 15 см. Самки впервые созревают при длине тела 80 мм в возрасте одного года. Гистологические исследования гонад самцов показали ещё один путь развития. Некоторые особи изначально являются самцами и в дальнейшем созревают как самцы. Нерестовый сезон у берегов Гонконга продолжается с апреля по октябрь.

## Ареал и места обитания
Распространены в Индо-Тихоокеанской области от восточной Африки (от Кении до Мозамбика) вдоль Индии и юго-восточной Азии до островов Рюкю на севере и Австралии и Новой Каледонии на юге, включая прибрежные воды Тайваня и Китая. Не обнаружены в Красном море и Персидском заливе, а также у островов Чагос и Мальдивских островов. Но встречаются вблизи других островов Индийского океана, включая Сейшельские, Коморские острова и Мадагаскар.